# Hydromys habbema
Hydromys habbema  (Tate & Archbold, 1941) è un roditore della famiglia dei Muridi endemico della Nuova Guinea.

## Descrizione

### Dimensioni
Roditore di medie dimensioni, con la lunghezza della testa e del corpo tra 134 e 162 mm, la lunghezza della coda tra 130 e 190 mm, la lunghezza del piede tra 35 e 38 mm e la lunghezza delle orecchie tra 6 e 10 mm.

### Aspetto
La pelliccia è densa e soffice. Il colore delle parti superiori è grigio scuro, con le punte dei peli argentate, mentre le parti inferiori sono più chiare. Le orecchie sono di proporzioni normali, parzialmente nascoste nella pelliccia e grigie. Le zampe sono ricoperte di piccoli peli argentati. La coda è più lunga della testa e del corpo, bruno-nerastra con la metà terminale bianca.

## Biologia

### Comportamento
È una specie semi-acquatica.

### Alimentazione
Si nutre di larve di insetti, vermi, sanguisughe e rane.

## Distribuzione e habitat
Questa specie è diffusa nella parte occidentale della cordigliera centrale della Nuova Guinea.
Vive in habitat sub-alpini tra 2.800 e 3.600 metri di altitudine.

## Conservazione
La IUCN Red List, considerata l'assenza di informazioni recenti sull'areale e lo stato della popolazione, classifica H.habbema come specie con dati insufficienti (DD).